# Ngày Phần mềm Tự do

Logo Ngày Phần mềm Tự do

Ngày Phần mềm Tự do, Software Freedom Day (SFD) là một lễ kỷ niệm hàng năm trên toàn thế giới của cộng đồng Tự do nguồn mở được tổ chứ bởi Digital Freedom Foundation. SFD là một nỗ lực giáo dục công cộng, không chỉ để nâng cao nhận thức về phần mềm tự do nguồn mở và các ưu điểm của nó, mà còn khuyến khích việc sử dụng nó vì lợi ích chung.
Software Freedom Day được thành lập năm 2004 và tổ chức lần đầu vào ngày 28/8 cùng năm. Có 12 nhóm tham gia sự kiện đầu tiên của Software Freedom Day.Kể từ đó, nó đã trở nên phổ biến và trong khi các nhà tổ chức dự đoán hơn 1.000 đội trong năm 2010 thì sự kiện này đã bị đình trệ tại hơn 400 địa điểm trong hai năm qua, giảm 30% so với năm 2009.
Từ năm 2006 trở đi, SFD đã được quyết định sẽ được tổ chức vào ngày thứ bảy thứ ba của tháng chín. Do đó, đôi khi trùng với ngày Tọa đàm Quốc tế Talk Like a Pirate Day.

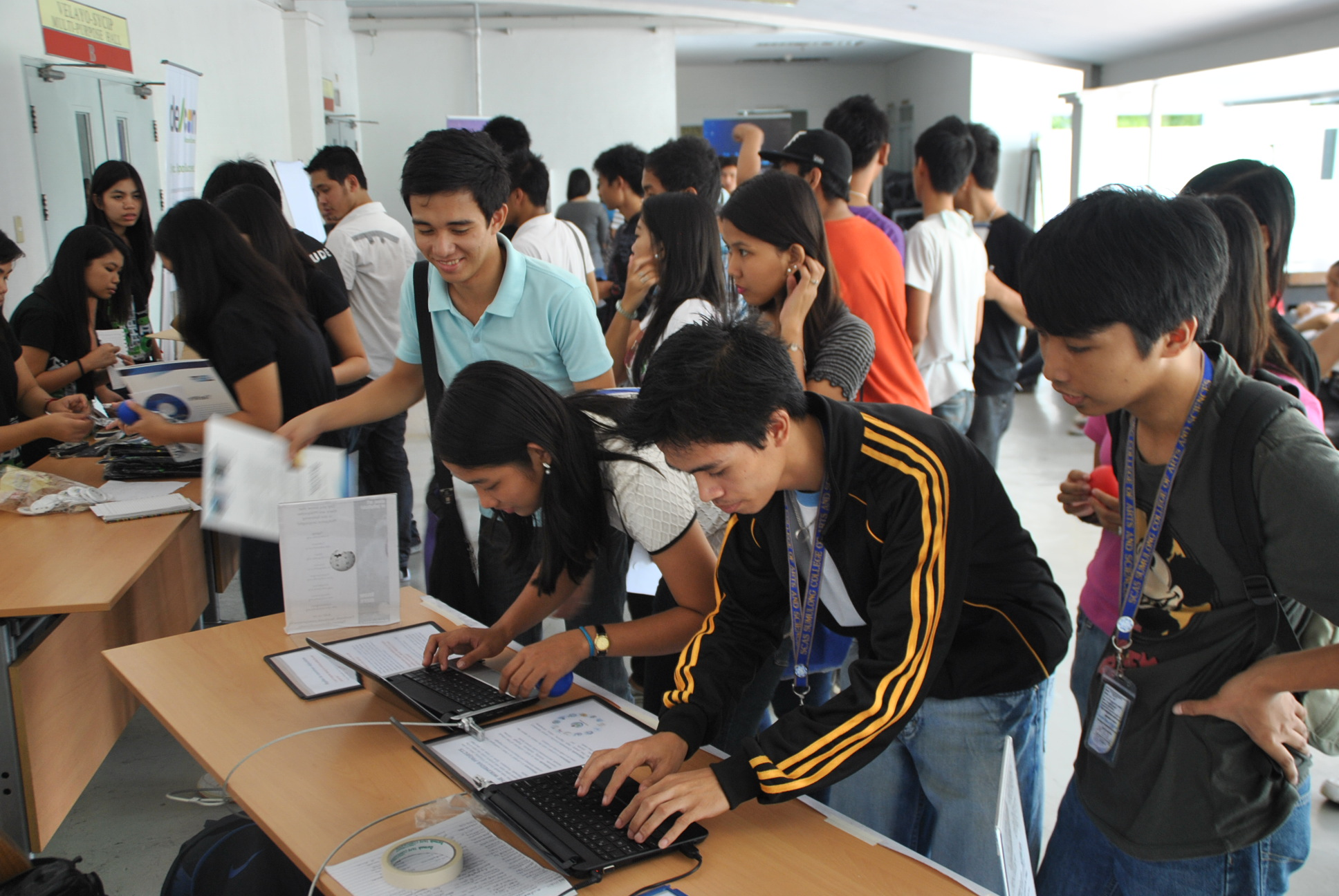
Các sinh viên xếp hàng để đăng ký tại sự kiện Ngày Phần mềm Tự do 2011 tại Đại học Santo Tomas, Manila, Philippines

## Tổ chức
Mỗi sự kiện được giao lại cho các nhóm địa phương trên khắp thế giới để tổ chức. Các nhóm đăng ký trước (2 tháng trước ngày diễn ra hoặc sớm hơn) để nhận được schwag miễn phí được gửi bởi SFI nhằm giúp đỡ các sự kiện. The SFD wiki Lưu trữ ngày 14 tháng 5 năm 2021 tại Wayback Machine chứa các trang nhóm riêng lẻ mô tả kế hoạch của họ cũng như thông tin hữu ích để giúp họ tăng tốc. Bản thân các sự kiện khác nhau giữa các hội nghị giải thích các ưu điểm của Phần mềm tự do nguồn mở, đến các hội thảo, thuyết trình, trò chơi, trồng cây lưu niệm, thảo luận và InstallFests.

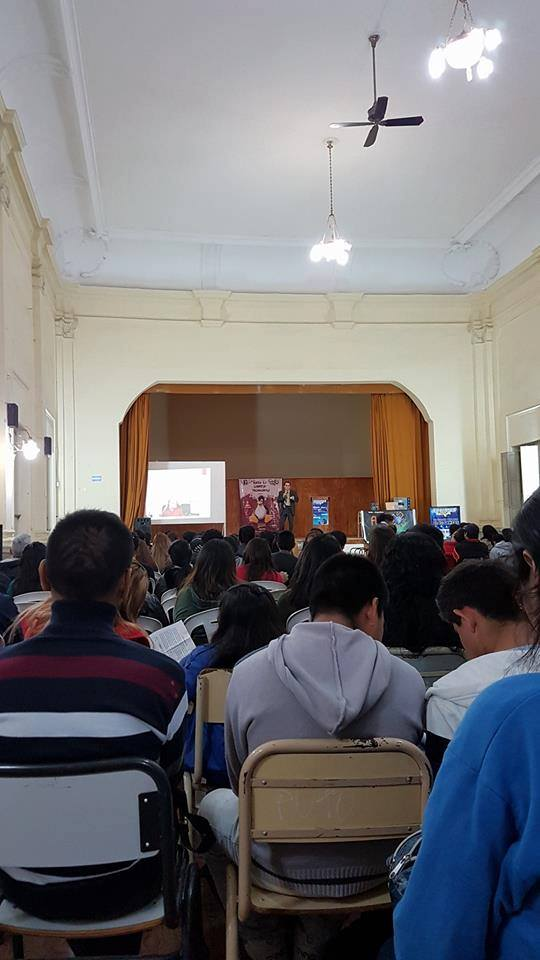
Giáo sư Rodrigo Gastón Manresa tại sự kiện Software Freedom Day 2016 Học viện cao cấp General Manuel Belgrano 6001, Salta, Argentina

### Những sự kiện đã diễn ra
| Thời gian | Nhóm | Quốc gia | Nguồn |
| --------- | ---- | -------- | --- |
| 28/8/2004 | 12   | N/A      | linux.com Lưu trữ ngày 30 tháng 7 năm 2013 tại Wayback Machine                                                                   |
| 10/9/2005 | 136  | 60       | linux.com Lưu trữ ngày 30 tháng 7 năm 2013 tại Wayback Machine SFD 2005 map Lưu trữ ngày 21 tháng 6 năm 2012 tại Wayback Machine |
| 16/9/2006 | 180  | 70       | SFD 2006 map Lưu trữ ngày 21 tháng 6 năm 2012 tại Wayback Machine                                                                |
| 15/9/2007 | 286  | 80       | SFD 2007 map Lưu trữ ngày 21 tháng 6 năm 2012 tại Wayback Machine                                                                |
| 20/9/2008 | 563  | 90       | SFD 2008 map Lưu trữ ngày 21 tháng 4 năm 2012 tại Wayback Machine                                                                |
| 19/9/2009 | 700  | 90       | SFD 2009 map Lưu trữ ngày 21 tháng 6 năm 2012 tại Wayback Machine                                                                |
| 18/9/2010 | 397  | 90       | SFD 2010 map Lưu trữ ngày 19 tháng 5 năm 2012 tại Wayback Machine                                                                |
| 17/9/2011 | 442  | 87       | SFD 2011 map Lưu trữ ngày 28 tháng 7 năm 2012 tại Wayback Machine                                                                |
| 15/9/2012 | 301  | 73       | SFD 2012 map Lưu trữ ngày 16 tháng 6 năm 2013 tại Wayback Machine                                                                |
| 21/9/2013 | 316  | 81       | SFD 2013 map Lưu trữ ngày 18 tháng 8 năm 2013 tại Wayback Machine                                                                |
| 20/9/2014 | 197  | 59       | SFD 2014 map Lưu trữ ngày 27 tháng 7 năm 2014 tại Wayback Machine                                                                |
| 19/9/2015 | 141  | 47       | SFD 2015 map Lưu trữ ngày 21 tháng 12 năm 2016 tại Wayback Machine                                                               |
| 17/9/2016 | 128  | 51       | SFD 2016 map |
| 16/9/2017 | 88   | 44       | SFD 2017 map Lưu trữ ngày 26 tháng 9 năm 2019 tại Wayback Machine                                                                |
| 15/9/2018 |      |          | SFD 2018 map Lưu trữ ngày 23 tháng 11 năm 2022 tại Wayback Machine                                                               |

Lưu ý về các số liệu trên: rất khó để tìm thấy số liệu của những năm đầu và thậm chí khó hơn nhiều khi tìm nguồn. Các bản đồ trên trang web SFD chỉ đáng tin cậy sau năm 2007, tuy nhiên một số năm như năm 2009 đã chứng kiến thêm các nhóm từ hai nguồn khác nhau không đăng ký "chính thức" với DFF. Có khoảng 80 nhóm từ Trung Quốc và một trăm từ cộng đồng Sun(OSUM) những người đã trợ cấp rất nhiều cho các nhóm của họ. Vào năm đầu tiên của SFD, bản đồ là một thành phần tùy chọn không được kết nối với tập lệnh đăng ký và do đó một số nhóm đã không gặp phải rắc rối khi tự thêm vào.

## Nhà tài trợ
Nhà tài trợ chính ngay từ đầu là Canonical Ltd., công ty đứng sau Ubuntu, một bản phân phối Linux. Sau đó là IBM, Sun Microsystems, DKUUG, Google, Red Hat, Linode, Nokia và bây giờ MakerBot Industries đã tham gia các tổ chức hỗ trợ như FSF và FSFE. IBM và Sun Microsystems hiện không tài trợ cho sự kiện này. Về mặt truyền thông, DFF đang hợp tác với Linux Magazine, Linux Journal và Ubuntu User. Mỗi nhóm địa phương có thể tìm kiếm các nhà tài trợ một cách độc lập, đặc biệt là các tổ chức hỗ trợ FOSS địa phương và thường xuất hiện trong các phương tiện truyền thông địa phương như báo chí và TV.

## Nhân vật chủ chốt
1. Pia Waugh (Chủ tịch) - Linux Australia
2. Henrik Nilsen Omma - dự án TheOpenCD
3. Matt Oquist (Treasurer), tốt nghiệp ĐH Tufts University, nhân viên Exeter, NH School DistrictPhil Harper - dự án TheOpenCD
4. Benjamin Mako Hill, tổ chức Free Software Foundation
5. Sidsel Jensen, DKUUG
6. Frederick Noronha, Goa SFD Team
7. Joe Olutuase, of Knowledge House Africa Lưu trữ ngày 3 tháng 12 năm 2008 tại Wayback Machine